# Craniforma
Craniforma is een klasse van de armpotigen (Brachiopoda) die al ontstond in het Cambrium en waarvan er nog steeds levende vertegenwoordigers bestaan. De naam Craniata wordt nu ook voor deze groep gebruikt, maar dit is verwarrend want Craniata is al de naam van de groep chordadieren die de onderstammen van de slijmprikken (Hyperotreti of Myxini) en de gewervelden (Vertebrata) omvat.
Ongeveer 20 soorten van deze 470 miljoen jaar oude afstammingslijn leven voort tot in het heden. Valdiviathyris quenstedti is een van deze soorten en daarvan is duidelijk dat het de laatste 35 miljoen jaar niet is veranderd. De evolutionaire aanpassingen die waarschijnlijk wel hebben plaatsgevonden betreffen in elk geval de aanpassing aan een koeler leefgebied.

## Indeling
- Klasse Craniforma (Craniata)
  - Orde: Craniida Waagen, 1885
    - Familie Craniidae Menke, 1828
      - Geslachten

4 levend, groot aantal fossiel, onder andere:
      - † Ancistrocrania
      - † Crania
      - Craniscus
      - † Danocrania
      - † Isocrania
      - Neoancistrocrania
      - Novocrania
      - Valdiviathyris